# Нехай Олександр Володимирович
Олекса́ндр Володи́мирович Неха́й (4 січня 1976 — 14 липня 2014) — старший сержант 72-ї окремої механізованої бригади Збройних сил України, учасник російсько-української війни на Сході України.

## З життєпису
Народився 1976 року в селі Сухоліси Білоцерківського району. 1990-го закінчив 9 класів Сухоліської школи, навчався в Білоцерківському м'ясо-молочному технікумі, технолог холодильних установ. В 1994—1996 роках проходив строкову службу — повітряно-десантні війська. В жовтні 2000 року пішов на контрактну службу — в.ч. № 7 в місті Біла Церква. Проживав з родиною в Білій Церкві.
Служив за контрактом головним сержантом інженерно-технічного взводу 72-ї окремої механізованої бригади (військова частина А2167). В 2001—2002 роках був сапером у складі миротворчого контингенту місії ООН в Лівані. 2002—2003 рр — був в складі миротворчого контингенту місії ООН в Сьерра-Леоне. З квітня по жовтень 2008 року, та в 2011—2012 роках — у складі миротворчого контингенту місії ООН у Косові.
З 2014 року брав участь в антитерористичній операції на Сході України.
Загинув 14 липня 2014 р. під час знешкодження протитанкової міни внаслідок її підриву в районі с. Дібрівка, Шахтарський район, Донецька область.
Похований на кладовищі села Сухоліси Білоцерківського району Київської області. Вдома залишилися батьки, брат, сестра, дружина та син 2000 р.н.

## Нагороди та вшанування
- 29 вересня 2014 року — за особисту мужність і героїзм, виявлені у захисті державного суверенітету та територіальної цілісності України, вірність військовій присязі під час російсько-української війни, відзначений — нагороджений орденом Богдана Хмельницького III ступеня (посмертно).
- Почесний громадянин міста Біла Церква (посмертно; 14 жовтня 2014)
- 5 грудня 2014-го в Сухолісах відбулось урочисте відкриття меморіальної дошки пам'яті Нехая Олександра.
- почесний громадянин Білоцерківського району (17.07.2017; посмертно)